# Giovanni Pagnini

Construccion, y uso del compàs de proporcion, página del título

Giovanni Pagnini fue un matemático y hidrógrafo maltés del siglo XVIII.

## Obras
- Trattato della sfera, ed introduzione alla navigazione per uso de' piloti (en italiano). Venecia: Giovanni Battista Recurti. 1750.
- Costruzione ed uso del compasso di proporzione (en italiano). Nápoles: Ignazio Russo. 1753.
- Construccion, y uso del compàs de proporcion. Madrid: Gabriel Ramírez. 1758.